# Emesis neemias
Emesis neemias is een vlindersoort uit de familie van de prachtvlinders (Riodinidae), onderfamilie Riodininae.
Emesis neemias werd in 1872 beschreven door Hewitson.